# آلفين هدسون
آلفين هدسون هو لاعب كرة قدم كندي، ولد في 19 أغسطس 1976 في كندا. لعب مع أتلانتا سيلفرباكس وفانكوفر وايتكابس.

## وصلات خارجية
- آلفين هدسون على موقع قاعدة بيانات كرة القدم.إي يو (الإنجليزية)